# Look Up Child
| Оценки критиков                 | Оценки критиков |
| Источник                        | Оценка          |
| ------------------------------- | --------------- |
| 365 Days of Inspiring Media     | 5/5             |
| AllMusic                        | [ 2 ]           |
| CCM Magazine                    | [ 3 ]           |
| The Christian Beat              | 5/5             |
| Cross Rhythms                   | [ 5 ]           |
| Hallels                         | 4.5/5           |
| Jesus Freak Hideout             | [ 7 ]           |
| Louder Than the Music           | [ 8 ]           |
| Today's Christian Entertainment | 3.5/5           |

Look Up Child — третий студийный альбом американской христианской певицы Лорен Дейгл, вышедший 7 сентября 2018 года на лейбле Centricity Music. Диск возглавил чарт христианской музыки Christian Albums, а также получил премию «Грэмми» в категории Лучший альбом современной христианской музыки.

## Об альбоме
Look Up Child дебютировал на третьем месте в основном американском хит-параде Billboard 200 с тиражом 115,000 альбомных эквивалентных единиц, включая 103,000 чистых продаж альбома. Это высшее достижение для Дейгл, и даже лучшее достижение для жанра христианской музыки со времени Hard Love христианской рок-группы Needtobreathe), который достигал второго места в 2016 году. Альбом стал высшим достижением для христианского альбома в Billboard 200 в исполнении женщины после You Light Up My Life (LeAnn Rimes), который был № 1 в 1997 году.
Большой успех имел сингл «You Say», который 54 недели возглавлял чарт (на 10 августа 2019) современной христианской музыки Hot Christian Songs (где учитываются радиоэфиры, продажи и скачивания). Это второй результат в истории после песни «Oceans (Where Feet May Fail)» (в исполнении австралийского хора Hillsong United), которая лидировала 61 неделю в 2013—2016.
Кроме того, сингл стал первой песней, возглавившей радиоэфирные чарты Adult Contemporary (запуск его состоялся в 1961 году как «Easy Listening») и Christian Airplay (Christian Airplay был начат журналом Billboard в 2003 году, а эта песня лидировала там с сентября 2018 года 17 недель), то есть, она стала кросовером. В чарте Adult Contemporary песня «You Say» сместила с вершины трек «Girls Like You» (Maroon 5), лидировавший там 33 рекордных недели. Одновременно альбом Look Up Child возглавляет чарт Top Christian Albums уже 42-ю неделю.
К июню 2019 года тираж альбома составил 362,000 копий в США.

## Отзывы
Альбом получил положительные отзывы музыкальных критиков и интернет-изданий.
Крис ДеВиль из Stereogum сравнил Дейгл с английской певицей Адель, отметив, что «от её мощного вокала до со вкусом подобранных безобидных аранжировок, её запись легко может быть принята за Адель».
10 февраля 2019 года альбом получил музыкальную премию Грэмми в категории Лучший альбом современной христианской музыки.

## Награды

### Grammy Awards
| Год  | Номинируемая работа | Категория                                     | Результат |
| ---- | ------------------- | --------------------------------------------- | --------- |
| 2019 | Look Up Child       | Лучший альбом современной христианской музыки | Победа    |

### Billboard Music Awards
| Год  | Номинируемая работа | Категория           | Результат |
| ---- | ------------------- | ------------------- | --------- |
| 2019 | Look Up Child       | Top Christian Album | Победа    |

## Список композиций
| №                   | Название                    | Автор(ы)                                           | Длительность |
| ------------------- | --------------------------- | -------------------------------------------------- | ------------ |
| 1.                  | «Still Rolling Stones»      | Jason Ingram Paul Mabury Paul Duncan Lauren Daigle | 4:08         |
| 2.                  | «Rescue»                    | Daigle Ingram Mabury                               | 3:35         |
| 3.                  | «This Girl»                 | Daigle Ingram Mabury Duncan                        | 4:33         |
| 4.                  | «Your Wings»                | Daigle Ingram Mabury Lauren Strahm                 | 2:28         |
| 5.                  | «You Say»                   | Daigle Ingram Mabury                               | 4:34         |
| 6.                  | «Everything»                | Daigle Ingram Mabury                               | 4:18         |
| 7.                  | «Love Like This»            | Daigle Ingram Mabury                               | 4:14         |
| 8.                  | «Look Up Child»             | Daigle Ingram Mabury                               | 3:03         |
| 9.                  | «Losing My Religion»        | Daigle Ingram Mabury                               | 3:29         |
| 10.                 | «Remember»                  | Daigle Ingram Mabury Chris Tomlin Ed Cash          | 3:58         |
| 11.                 | «Rebel Heart»               | Daigle Duncan Mabury                               | 4:06         |
| 12.                 | «Inevitable»                | Daigle Duncan Mabury                               | 2:40         |
| 13.                 | «Turn Your Eyes Upon Jesus» | Helen H. Lemmel                                    | 6:29         |
| Общая длительность: | Общая длительность:         | Общая длительность:                                | 51:35        |

| №                   | Название                        | Автор(ы)             | Длительность |
| ------------------- | ------------------------------- | -------------------- | ------------ |
| 14.                 | «You Say» (Piano/Vocal Version) | Daigle Ingram Mabury | 4:33         |
| Общая длительность: | Общая длительность:             | Общая длительность:  | 56:08        |

## Позиции в чартах
| Чарт (2018-19)                                     | Высшая позиция |
| -------------------------------------------------- | -------------- |
| Австралия (ARIA)                                   | 38             |
| Бельгия/Фландрия (Ultratop)                        | 191            |
| Канада (Canadian Albums Chart)                     | 20             |
| Нидерланды (Album Top 100)                         | 71             |
| France Albums (SNEP)                               | 92             |
| Шотландия (Scottish Albums Chart)                  | 45             |
| Швейцария (Schweizer Hitparade)                    | 28             |
| UK Christian & Gospel Albums (OCC)                 | 1              |
| UK Album Downloads Chart (Official Charts Company) | 24             |
| US Billboard 200                                   | 3              |
| США (Billboard Christian Albums)                   | 1              |
| США (Billboard Independent Albums)                 | 1              |

| Чарт (2018)                     | Позиция |
| ------------------------------- | ------- |
| US Billboard 200                | 113     |
| US Christian Albums (Billboard) | 1       |

| Чарт (2019)                       | Позиция |
| --------------------------------- | ------- |
| US Billboard 200                  | 30      |
| US Christian Albums (Billboard)   | 1       |
| US Independent Albums (Billboard) | 2       |

| Чарт (2020)                       | Позиция |
| --------------------------------- | ------- |
| US Billboard 200                  | 93      |
| US Christian Albums (Billboard)   | 1       |
| US Independent Albums (Billboard) | 7       |

## Сертификации
| Регион | Сертификация | Продажи |
| --- | ------------ | ------- |
| США (RIAA) | Золотой      | 500 000 |
| * Данные о продажах приведены только на основе сертификации. · ^ Данные о тиражах приведены только на основе сертификации. · Данные о продажах + прослушиваниях приведены только на основе сертификации. |              |         |